# Центральная Украина

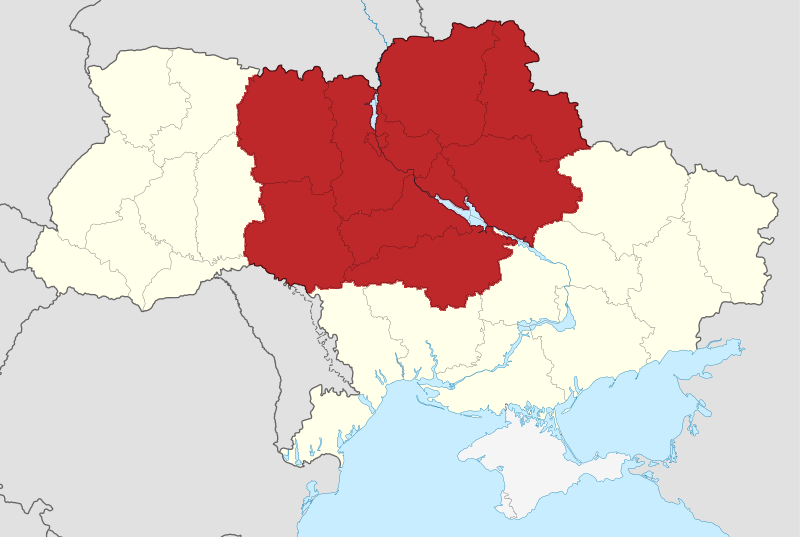
Центральная Украина на карте Украины

Центральная Украина (укр. Центральна Україна) — историко-географический регион Украины. В его состав входят ряд областей: Винницкая, Житомирская,  Кировоградская, Полтавская, Черкасская, Киевская, Черниговская и Сумская. 

## Основная информация
В состав Центральной Украины входит ряд областей:
- Киевская область;
- Житомирская область;
- Винницкая область[2];
- Кировоградская область;
- Полтавская область;
- Черкасская область;
- Черниговская область;
- Сумская область.

С экономической точки зрения в центральную Украину входит две области: Черкасская и Кировоградская. Исторически центральная Украина — центр Киевской Руси, а также украинского казачества — Гетманщины, в состав которой входили земли: Надднепрянщины, Брацлавщины (Восточного Подолья), Полтавщины, Северщены (вместе со Стародубщиной) и Запорожье. Опираясь на историческое развитие Юго-Западной Руси (украинских земель) в состав центральной Украины, кроме указанных выше областей, часто включают северные — Житомирскую, Киевскую, Черниговскую и Сумскую, а также, гораздо реже, Днепропетровскую область (северная часть Кривбасса)
Днепр разделяет центральную Украину на две части (берега) — Левобережную и Правобережную.
Именно центральная Украина считается местом зарождения украинской культуры, нации и первых державных формаций.

## Население
Динамика численности населения центральноукраинских регионов (тыс. человек):
| Регион                 | 1959  | 1970   | 1979   | 1989   | 2001   | 2010   | 2021   |
| ---------------------- | ----- | ------ | ------ | ------ | ------ | ------ | ------ |
| город Киев             | 1104  | ▲1632  | ▲2144  | ▲2603  | ▲2611  | ▲2785  | ▲2962  |
| Киевская область       | 1724  | ▲1834  | ▲1924  | ▲1940  | ▼1828  | ▼1722  | ▲1789  |
| Винницкая область      | 2144  | ▼2132  | ▼2046  | ▼1933  | ▼1772  | ▼1651  | ▼1529  |
| Полтавская область     | 1637  | ▲1706  | ▲1741  | ▲1753  | ▼1630  | ▼1500  | ▼1372  |
| Житомирская область    | 1604  | ▲1627  | ▼1597  | ▼1545  | ▼1389  | ▼1286  | ▼1195  |
| Черкасская область     | 1470  | ▲1535  | ▲1547  | ▼1532  | ▼1403  | ▼1295  | ▼1178  |
| Сумская область        | 1508  | ▼1505  | ▼1463  | ▼1433  | ▼1300  | ▼1172  | ▼1053  |
| Черниговская область   | 1554  | ▲1560  | ▼1502  | ▼1416  | ▼1245  | ▼1110  | ▼977   |
| Кировоградская область | 1246  | ▲1259  | ▼1251  | ▼1239  | ▼1133  | ▼1018  | ▼920   |
| Всего                  | 13991 | ▲14790 | ▲15215 | ▲15394 | ▼14311 | ▼13539 | ▼12975 |

### Этноязыковой состав
| |  |                                                                                |  |                                                                         |  |                                                    |  |
| Самый распространённый родной язык в городских, поселковых и сельских советах Украины по данным переписи 2001 года. |  | Украинский язык в районах, городах и горсоветах Украины по переписи 2001 года. |  | Украинцы в районах, городах и горсоветах Украины по переписи 2001 года. |  | Украинцы в регионах Украины по переписи 2001 года. |  |

В послевоенное время Центральная Украина, как и Украина в целом, подвергалась русификации, однако ситуация отличалась в зависимости от региона. Так, в Киевской, Черкасской, Полтавской и Сумской областях доля украиноязычных в населении между 1959 и 1989 годами постоянно сокращалась, тогда как в Житомирской, Винницкой, Кировоградской и Черниговской она возрастала поначалу, но начала медленно сокращаться в последние 20 лет существования СССР. В Киеве доля считающих украинский язык родным возрастала из-за миграции сельского украиноязычного населения. Доля этнических украинцев между переписями 1959 и 1989 годов возросла только в Киеве, тогда как в Киевской, Полтавской, Черкасской, Черниговской, Кировоградской и Сумской областях она сократилась. В Житомирской и Винницкой областях доля украинцев в населении почти не изменилась из-за существенного сокращения численности в них поляков и евреев. Доля этнических русских в населении всех центральноукраинских регионов, кроме Киева, между 1959 и 1989 гг. возросла.

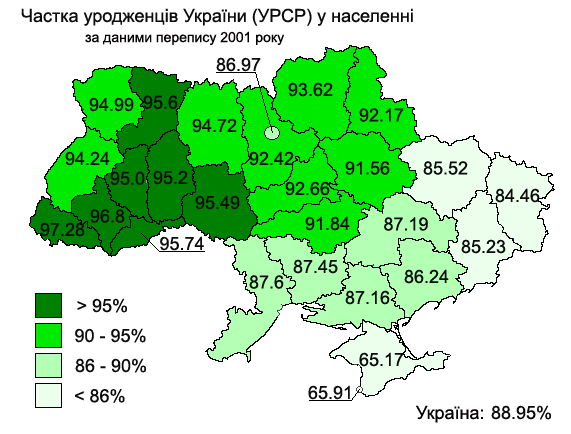
Доля населения регионов Украины, рождённого на территории Украины (Украинской ССР) по переписи 2001 года.

По данным переписи 2001 года, доля украинцев в населении Центральной Украины возросла, и теперь они составляли более 90 % населения в Винницкой, Черниговской, Черкасской, Киевской, Полтавской, Житомирской и Кировоградской областях, а также более 80 % в Сумской области и Киеве. Русские же составляли более 5 % населения всех центральноукраинских регионов, кроме Винницкой области, но только в Киеве составляли более 10 % жителей. Украинский язык являлся родным более 90 % населения Винницкой, Житомирской, Черкасской, Киевской и Полтавской областей, более 80 % в Черниговской, Кировоградской и Сумской и более 70 % в Киеве. Назвали русский язык родным более 10 % населения в Сумской, Черниговской и Кировоградской областях и более 20 % жителей Киева.
Мнение респондентов из центральных регионов Украины о том, какой должна быть государственная языковая политика Украины, по данным опроса 2018 года:
| Регион                 | Украинский язык — единственный государственный | Украинский язык — единственный государственный. Русский — второй официальный в некоторых регионах | Русский язык — второй государственный | Затруднились с ответом |
| ---------------------- | ---------------------------------------------- | ------------------------------------------------------------------------------------------------- | ------------------------------------- | ---------------------- |
| Черкасская область     | 85 %                                           | 8 %                                                                                               | 4 %                                   | 3 %                    |
| Полтавская область     | 80 %                                           | 9 %                                                                                               | 8 %                                   | 3 %                    |
| Черниговская область   | 80 %                                           | 12 %                                                                                              | 3 %                                   | 5 %                    |
| Винницкая область      | 75 %                                           | 12 %                                                                                              | 8 %                                   | 5 %                    |
| Житомирская область    | 74 %                                           | 14 %                                                                                              | 9 %                                   | 3 %                    |
| Кировоградская область | 70 %                                           | 13 %                                                                                              | 11 %                                  | 6 %                    |
| Киевская область       | 68 %                                           | 9 %                                                                                               | 19 %                                  | 4 %                    |
| город Киев             | 65 %                                           | 10 %                                                                                              | 17 %                                  | 7 %                    |
| Сумская область        | 60 %                                           | 22 %                                                                                              | 10 %                                  | 8 %                    |

По данным опроса, проведённого Социологической группой «Рейтинг» 19 марта 2022 года, 88 % респондентов из Центральной Украины считали, что украинский язык должен быть единственным государственным языком Украины. Предоставление русскому языку официального статуса в отдельных регионах с сохранением статуса украинского как единственного государственного поддерживали 8 %, предоставление русскому статуса второго государственного — 3 %. Украинский язык родным считали 84 %, тогда как русский — 15 %. Исключительно на украинском языке дома разговаривали 52 %, на украинском и русском — 36 %, исключительно на русском — 12 %. 73 % респондентов из Центральной Украины считали, что нет никаких проблем между украиноязычными и русскоязычными гражданами Украины. 15 % считали, что языковая проблема существует, но не является важной. 9 % считали, что языковая проблема является серьёзной и угрожает внутренней безопасности и миру в Украине.
По данным исследования Центра контент-анализа, проведённого в период с 15 августа по 15 сентября 2024 года, темой которого стало соотношение украинского и русского языков в украинском сегменте Интернета, украинский язык абсолютно преобладает среди пользователей соцсетей в Киевской (87,2 %), Черкасской (84,3 %), Житомирской (84,0 %), Винницкой (82,6 %), Кировоградской (80,4 %), Черниговской (76,2 %), Полтавской (76,0 %), Сумской (75,0 %) областях и городе Киев (68,0 %).

## Крупные города
- Кривой Рог — крупнейший по населению и площади город региона, а также крупнейший промышленный, экономический, научный и культурный центр, единственная миллионная агломерация региона;
- Кременчуг — второй по масштабам промышленности центр региона, третья по величине агломерация региона, экономический и культурный центр;
- Винница — крупный город, областной центр, главный деловой, культурный и промышленный центр Подолья. В смысле географического расположения и историко-культурных связей город занимает промежуточное место между западным и центральным макрорегионами Украины;
- Черкассы — областной, экономический и культурный центр;
- Умань — крупный город Правобережья, социально-культурный центр, популярное туристическое направление, важнейший центр религиозного паломничества хасидов;
- Александрия — крупный аграрный центр Правобережья;
- Житомир — областной центр, научный, культурный и промышленный центр Правобережья;
- Полтава — областной центр, деловой, аграрный, экономический и культурный центр, вторая по величине агломерация региона;
- Кропивницкий — областной центр, важный научный, транспортный и аграрный центр региона.